# 衆議院調査局
衆議院調査局（しゅうぎいんちょうさきょく）は、衆議院事務局の一部局である。調査局には衆議院の各常任委員会及び特別委員会に対応する調査室が置かれ、衆議院議員の立法活動や委員会の国政調査などを補佐する。かつては各委員会ごとに常任委員会調査室や特別委員会調査室が設けられていたが、平成9年の議院事務局法改正により平成10年1月12日に衆議院調査局が設置され、常任委員会調査室等が衆議院調査局の下に再編された。
なお、参議院事務局には、類似の組織である常任委員会調査室と特別調査室がある。

## 所掌事務
衆議院調査局の所掌事務には、主に次のようなものがある。
- 法律案等の要綱、趣旨説明、委員会報告書等の原案及び問題点参考資料の作成
- 請願の調査、請願審査報告書原案の作成
- 委員会週報、委員会審議要録、定期刊行物の作成
- 所管事項に関する調査依頼の処理等の事務
- 予備的調査（委員会の特命調査）に関する事務